# Insula Saint-Louis, Senegal
Insula Saint-Louis este o insulă situată în zona de vărsare a fluviului Senegal în Oceanul Atlantic. Orașul Saint-Louis este amplasat pe această insulă.
,